# Wolbachia phage WO
Wolbachia phage WO (англ.) — бактериофаг, заражающий бактерии рода Wolbachia — внутриклеточных паразитов насекомых. В геноме вируса до половины генов заимствовано из ДНК пауков. Обнаружить это удалось учёным из Университета Вандербильта, которые секвенировали и проанализировали геном Wolbachia phage WO. Эти гены формирует чётко ограниченные кластеры, которые авторы назвали EAM (eukaryotic association module). Среди них есть ген латротоксина — яда чёрной вдовы.
Wolbachia живут только в эукариотических клетках, поэтому вирусу, чтобы заразить бактерий, предварительно нужно проникнуть в клетку, ими населённую, для преодоления сопротивления которой используется латротоксин. Филогенетический анализ показал, что кластеры EAM, вероятно, когда-то были заимствованы вирусом у пауков, после чего вирус вместе с бактерией перешёл на новых хозяев — насекомых.